# Miroir concave
Cet article court présente un sujet plus développé dans : Miroir (optique) et Miroir sphérique.

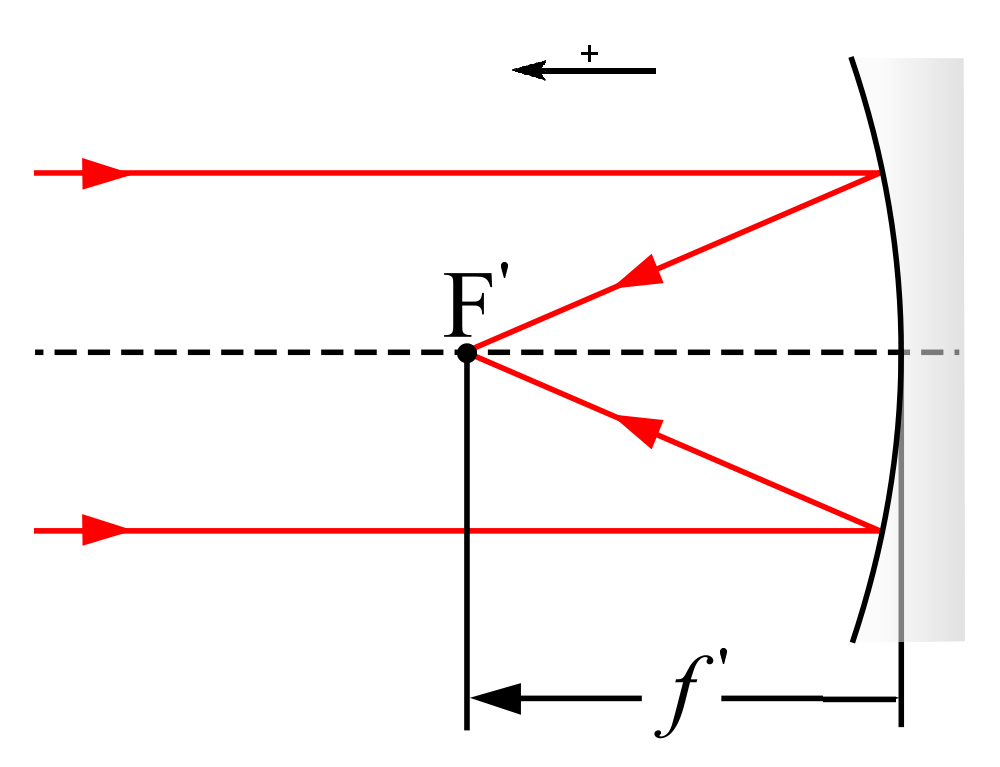

Un miroir concave est un miroir courbe, éventuellement sphérique, dont la partie intérieure est réfléchissante. Un miroir concave est convergent c'est-à-dire que les rayons se rapprochent de l'axe optique après réflexion.